# Пети, Пьер Жозеф
Пьер Жозеф Пети (фр. Pierre Joseph Petit; 1752—1850) — французский военный деятель, полковник (1794 год), участник революционных и наполеоновских войн.

## Биография
Родился в семье Франсуа Пети (фр. François Petit) и Марианны Гарнье (фр. Marianne Garnier). Начал службу 1 мая 1768 года солдатом в 1-и батальоне Салм-Сальмского полка (с 1 января 1791 года – 62-й пехотный полк). С 1768 по 1770 год участвовал в кампании на Корсике. К началу Революционных войн дослужился до старшего сержанта. Храбро сражался с 1792 по 1801 годы во кампаниях с Северной, Самбро-Маасской, Итальянской и Неаполитанской армиях. 1 сентября 1792 года был произведён в младшие лейтенанты. 6 сентября 1793 года во время дела при Поперинге он во главе роты стрелков заставил сложить оружие 1600 англичан, спрятавшихся в домах деревни и ведших убийственный огонь по французским войскам. Этот прекрасный подвиг принёс ему звание лейтенанта, которое ему было присвоено на поле боя. 13 числа того же месяца, взяв лагерь Варвик, он во главе своих солдат вошёл в деревню, вытеснил врага и облегчил действия генералу Эдувилю. Храбрость, которую он проявил во время этой кампании, позволила ему последовательно быть назначен капитаном 25 января 1794 года и командиром батальона 10 февраля того же года. 12 февраля на мосту Этрё противник численностью от 15 до 16 тысяч человек заставил французские войска отступить, и командир батальона Пети бесстрашно поддержал отступление своим 1-м батальоном. Не имея патронов, с величайшим спокойствием, Пети сдерживает врага штыком. 15 апреля 1794 года стал полковником и возглавил 123-ю полубригаду, куда влился его бывший 1-й батальон 62-го полка. 1 июля 1795 года перед Монсом он исполнял функции бригадного генерала, по приказу генерала Дюэма энергично атаковал и захватил редут противника, обороняемый двумя пушками. Он способствовал взятию Монса и получил самые лестные похвалы от генералов Дюэма и Клебера, которые доложили о его прекрасном поведении Комитету общественного спасения. 1 марта 1796 года, в ходе второй амальгамы, 123-я полубригада стала частью 99-й полубригадой линейной пехоты. Пети стал её командиром. 1 июня 1796 года во главе 2 рот гренадеров захватил город Кирн. 6 ноября, готовый перейти Нав вброд, он взял в руки флаг, бросился во главе своих людей, переправился через реку и отразил врага. 26 марта 1799 года перед Вероной он повёл себя как храбрый человек и был ранен выстрелом. Он снова отличился 15 августа 1799 года в битве при Нови, где под ним была убита лошадь, а его одежда изрешечена пулями. В ночь с 4 на 5 мая 1800 года во главе батальона своей полубригады он застал врасплох полк венгерских гренадеров и разгромил его. 29 мая 1800 года, вытеснив врага из Ниццы, он помог австрийским армиям эвакуировать Приморские Альпы. По окончании войны служил в гарнизоне Кони. 24 сентября 1803 года 99-я полубригада была расформирована, а её батальоны включены в состав 62-го полка линейной пехоты. 24 октября 1803 года Пети возглавил данный полк. Участвовал в кампании 1805 года в составе 2-й пехотной дивизии Вердье Итальянской армии маршала Массена. Он был уволен в отставку по его просьбе в ноябре 1805 года. 20 июня 1809 года в Эссере женился на Кристине Неттер (фр. Christine Netter; 1777—). Он умер 22 мая 1850 года в Эссере.

## Воинские звания
- Солдат (1 мая 1768 года);
- Капрал (6 мая 1773 года);
- Сержант (10 августа 1782 года);
- Сержант-фурьер (17 сентября 1783 года);
- Старший сержант (1 января 1791 года);
- Младший лейтенант (1 сентября 1792 года);
- Лейтенант (6 сентября 1793 года);
- Капитан (25 января 1794 года);
- Командир батальона (10 февраля 1794 года);
- Полковник (15 апреля 1794 года).

## Награды
Легионер ордена Почётного легиона (11 декабря 1803 года)
 Офицер ордена Почётного легиона (14 июня 1804 года)